# Аскія Мохаммад V
Аскія Мохаммад V (д/н — 1591) — останній володар імперії Сонгаї в 1591 році.

## Життєпис
Походив з династії Аскія. Син Аскії Дауда. При народженні отримав ім'я Вайкі. 1584 року підтримав повстання брата аль-Хаді проти іншого брата Аскії Мохаммада III, що став 1582 року володарем Сонгаї. Втім зрештою мусив замиритися з останнім.
1590 року з початком вторгнення марокканських військ у межі Сонгаї був призначений баламою (одним з командуючих) армії Сонгаї та намісником області Дійна. 1591 року брав участь у битвах біля Тондібі і Бамба, в яких сонгайське військо зазнало нищівних поразок. В останній битві Вайкі зазнав поранення.
Невдовзі володар Аскія Ісхак II призначив Вайкі хі-коєм (керівником річкового флоту), з яким той повинен був атакувати ворога в місті Кукія. Але вояки повстали проти Аскії, який втік та невдовзі загинув. Новим правителем було оголошено Вайкі, що прийняв ім'я Аскія Мохаммад.
Він вирішив розширити свою підтримку, звільнивши братів Тафе і Нуха, яких запроторив до в'язниці ще Аскія Мохаммад III. Втім інший брат Сулейман перейшов на бік марокканців. За цих обставин Аскія Мохаммад V вирішив укласти мир з марокканським військовиком Махмудом бен Заркуном, оскільки війська того страждали через нестачу харчів. Втім під час урочистого бенкету Аскію Мохаммада V було схоплено й незабаром страчено в Гао.
Більшість імперії увійшла до держави Саадитів, окрім Денді, де заснував нову державу Аскія Нух, та невеличких держав Намаро, Готейє, Даргол, Тера, Кокору, де владу посіли брати та сини Аскії Мохаммада V.